# Jean Dujardin

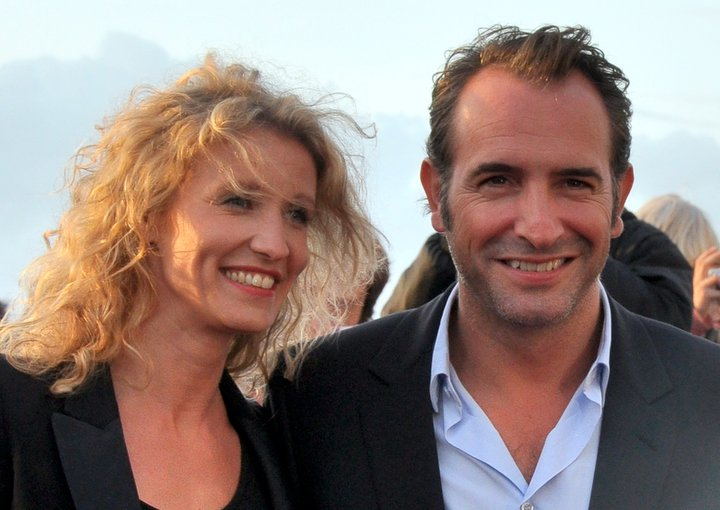
Jean Dujardin i Alexandra Lamy (2011)

Jean Edmond Dujardin (ur. 19 czerwca 1972 w Rueil-Malmaison) – francuski aktor i scenarzysta filmowy, teatralny, radiowy i telewizyjny, piosenkarz.
Laureat Oscara dla najlepszego aktora pierwszoplanowego, Złotego Globu dla najlepszego aktora w filmie komediowym lub musicalu, Nagrody BAFTA dla najlepszego aktora pierwszoplanowego i Nagrody na 64. Festiwalu Filmowym w Cannes za rolę George’a Valentina w filmie Artysta (The Artist, 2011). Był czterokrotnie nominowany do Cezara.

## Życiorys

### Wczesne lata
Wychował się w podparyskim Plaisir, w robotniczej rodzinie jako jeden z czterech synów Jacques’a Dujardin, przedsiębiorcy budowlanego. Aktorstwem zainteresował się, gdy odbywał obowiązkową służbę wojskową – rozśmieszał kolegów i jeden z nich stwierdził, że Jean powinien robić to zawodowo. Dorabiał jako ślusarz i rzemieślnik wyrabiący zwierciadła razem z ojcem w jego firmie remontowej. Uczęszczał do konserwatorium tańca, muzyki i sztuk dramatycznych oraz na kursy aktorstwa prowadzone przez Michèle i Yves’a Le Bras.

### Kariera
W 1995 rozpoczął swoją karierę estradową w barach i na małych scenach paryskich i kabaretach, a w 1996 roku razem z grupą Nous Ç Nous wziął udział się w znanym programie typu talent show. W 1997 był członkiem kabaretu Bande du Carré Blanc (Biały kwadrat). Popularność zyskał jednak dopiero później, kiedy dostał angaż w serialu Chłopak i dziewczyna (Un gars, une fille, 1999-2002) jako Jean ‘Loulou’ (w duecie z Alexandrą Lamy). 
W 2005 zachwycił Francję szaloną, specyficzną komedią Brice de Nice – nicejski ślizg (Brice de Nice), gdzie wymyślony przez niego bohater – 30-letni surfer zafascynowany Na fali z Patrickiem Swayzem – stał się postacią kultową. Jego powiedzonka weszły do języka potocznego. Rok później był już gwiazdą pierwszego formatu. Za rolę tajnego agenta francuskich służb specjalnych Huberta Bonisseura de La Batha, ukrywającego się pod pseudonimem OSS 117, w czarnej komedii OSS 117 – Kair, gniazdo szpiegów (OSS 117, Le Caire nid d’espions, 2006) otrzymał nagrodę Étoile d’Or oraz zdobył nominację do nagrody Cezara. 
W 2006 zadebiutował w sztuce Dwoje na huśtawce (Deux sur la balançoire) na scenie Théâtre Édouard VII przy Kościele de la Madeleine w Paryżu.

## Życie prywatne
Ze związku z Gaëlle ma dwóch synów – Simona i Julesa. W latach 2003–2013 związany był z Alexandrą Lamy, ich małżeństwo trwało cztery lata - od 25 lipca 2009 do listopada 2013. W 2014 związał się z łyżwiarką figurową Nathalie Péchalat. 5 grudnia 2015 na świat przyszła ich córka Jeanne. Pobrali się 19 maja 2018 podczas małej ceremonii. Péchalat urodziła córkę Alice w lutym 2021.

## Filmografia

### Filmy kinowe
- 2002: Aby bezpiecznie chronić oczy (À l’abri des regards indiscrets) jako Jean-Luc
- 2002: Ach! Gdybym był bogaty (Ah! Si j'étais riche) jako sprzedawca Weston
- 2003: Wszystkie dziewczyny są szalone (Toutes les filles sont folles) jako komisarz Lorenzi
- 2003: Nie ma róży bez kolców (Bienvenue chez les Rozes) jako MG
- 2004: Konwojent (Le Convoyeur) jako Jacques
- 2004: Wesela! (Mariages!) jako Alex
- 2004: Lucky Luke (Les Dalton) jako kowboj
- 2005: La Vie de Michel Muller est plus belle que la vôtre jako Jean Dujardin
- 2005: Brice de Nice – nicejski ślizg (Brice de Nice) jako Brice
- 2005: Il ne faut jurer... de rien! jako Valentin
- 2005: Żona mojego partnera (L’Amour aux trousses) jako Franck
- 2006: OSS 117 – Kair, gniazdo szpiegów (OSS 117, Le Caire nid d’espions) jako Hubert Bonisseur de la Bath/OSS 117
- 2007: 99 franków (99 francs) jako Octave Parango
- 2007: Samotne śledztwo (Contre-enquête) jako Richard Malinowski
- 2007: Hellphone jako żołnierz podziemia
- 2008: OSS 117 – Rio nie odpowiada (OSS 117: Rio ne répond plus) jako Hubert Bonisseur de la Bath, OSS 117
- 2008: Człowiek i jego pies (Un homme et son chien)
- 2008: Cash – pojedynek oszustów (Ca$h) jako Cash
- 2009: Lucky Luke jako Lucky Luke
- 2010: Niewinne kłamstewka (Les petits mouchoirs) jako Ludo
- 2011: Artysta (The Artist) jako George Valentin
- 2012: Niewierni jako Fred/Olivier/François/Laurent/James
- 2013: Wilk z Wall Street (The Wolf of Wall Street) jako Jean-Jacques Saurel

### Filmy TV
- 2004: Les 40 ans de la 2 (zdjęcia archiwalne)

### Seriale TV
- 1998: Farce attaque
- 1999-2002: Chłopak i dziewczyna (Un gars, une fille) jako Jean 'Loulou'

### Filmy krótkometrażowe
- 2002: À l’abri des regards indiscrets jako Jean-Luc
- 2004: Nic poważnego (Rien de grave) jako VRP

### Scenarzysta
- 2005: Brice De Nice – nicejski ślizg (Brice de Nice)

## Dyskografia
- Z Nous C Nous
  - 2005: Nous C Nous
  - Big or no
- Płyty solowe
  - 2002: C’est aussi pour ça... qu’on s’aime!
  - 2005: Yellow, la leçon de casse
  - 2005: Le Casse de Brice
  - 2006: Oss 117 / Bambino

## Nagrody
- Nagroda Akademii Filmowej Najlepszy aktor pierwszoplanowy: 2011 Artysta
- Złoty Glob Najlepszy aktor w filmie komediowym lub musicalu: 2011 Artysta
- Nagroda BAFTA Najlepszy aktor pierwszoplanowy: 2011 Artysta